# Даниловка (Московская область)
Даниловка — деревня в городском округе Шаховская Московской области России.

## Население
| 1852 | 1859 | 1926 | 2002 | 2006 | 2010 |
| ---- | ---- | ---- | ---- | ---- | ---- |
| 218  | ↗220 | ↘177 | ↘4   | ↗8   | ↘0   |

## География
Расположена рядом с границей Московской и Тверской областей, примерно в 12 км к северо-западу от районного центра — посёлка городского типа Шаховская. Соседние населённые пункты — деревни Городково и Ядрово.

## Исторические сведения
В середине XIX века деревня Даниловка относилась ко 2-му стану Волоколамского уезда Московской губернии и принадлежала князю Михаилу Николаевичу Голицыну. В деревне было 26 дворов, крестьян 106 душ мужского пола и 112 душ женского.
На карте Московской губернии 1860 года Ф. Ф. Шуберта — Желабиха.
В «Списке населённых мест» 1862 года Даниловка (Жалобиха) — владельческая деревня 1-го стана Волоколамского уезда Московской губернии по правую сторону Московского тракта (от границы Зубцовского уезда на город Волоколамск), в 15 верстах от уездного города, при безымянном ручье, с 27 дворами и 220 жителями (104 мужчины, 116 женщин).
По данным на 1890 год Даниловка входила в состав Плосковской волости, число душ мужского пола составляло 101 человек.
В 1913 году в деревне Даниловка 30 дворов.
По материалам Всесоюзной переписи населения 1926 года — центр Даниловского сельсовета Раменской волости, проживало 177 человек (96 мужчин, 81 женщина), насчитывалось 33 крестьянских хозяйства.
С 1929 года — населённый пункт в составе Шаховского района Московской области.
1994—2006 гг. — деревня Судисловского сельского округа Шаховского района.
2006—2015 гг. — деревня сельского поселения Раменское Шаховского района.
2015 — н. в. — деревня городского округа Шаховская Московской области.